# 狗头山 (江门)
22°11′45″N 112°08′21″E / 22.19577°N 112.13913°E
狗头山，是一座位于中华人民共和国广东省江门市恩平县大田镇的一个山峰。

## 特点
狗头山在恩平县大田镇西南10公里处，山体呈网状向四周分布状。主峰海拔798.2米，形似狗头，故名“狗头山”。受到印支末期、中晚三叠世时期，那吉等地伴随花岗闪长岩的侵入，岩浆留入造成恩平西部、西北、西南部等分布花岗岩山地。狗头山山体由花岗岩构成，土壤为赤红壤、红壤。属国营河排林场管理，种植松、杉等树木。